# Pierre Collin
Pour les articles homonymes, voir Pierre Collin (artiste) et Collin.
Pierre Collin est un acteur québécois né à Montréal le 18 juillet 1938 et mort le 27 juillet 2023.

## Biographie
Pierre Collin cofonde le Théâtre d'Aujourd'hui en 1968. En 2013, il joue dans la pièce Frankenstin au théâtre.
Pierre Collin meurt le 27 juillet 2023 à l'âge de 85 ans.

## Carrière

### Filmographie
- 1994 : Si belles : père de Lynn
- 1999 : Post mortem : lieutenant Bélanger
- 2000 : Maelström : prêtre
- 2001 : Karmina 2 : le baron
- 2003 : Comment ma mère accoucha de moi durant sa ménopause : Rocco
- 2003 : La Grande Séduction : Yvon Brunet
- 2004 : L'Espérance : Arsène
- 2004 : Dans une galaxie près de chez vous : le devin - Heul Savè
- 2004 : Ma vie en cinémascope : le docteur
- 2005 : Le Survenant : Pierre-Côme Provençal
- 2005 : La Neuvaine : prêtre confident
- 2005 : Saints-Martyrs-des-Damnés : Raoul Bosh
- 2005 : Niagara Motel : Claude
- 2009 : Le Technicien (court-métrage) : le vieil homme
- 2009 : De père en flic : Antoine
- 2010 : Route 132
- 2011 : Le Sens de l'humour : Roger Gendron senior
- 2015 : Ego Trip : Jean Morin

### Série télévisée
- 1992 : Scoop : vice-président des Castors
- 1993 : Les Grands Procès : M. Pitre
- 1996 : Virginie : Richard Bellefeuille
- 1996 : Omerta, la loi du silence : ministre P.E. Langlois
- 1997 : L'Enfant des Appalaches : Lucien
- 1997 : Radio Enfer : Cotton Morissod
- 1998 : Réseaux : Jacques Rancourt
- 2001 : La Vie, la vie : Gendron
- 2001 : Fred-dy : Maurice
- 2012-2013 : Unité 9 : Yvon Lamontagne
- 2015-2016 : Madame Lebrun : Adélard Lebrun
- 2019- : Madame Lebrun : Adélard Lebrun

## Récompenses et nominations
Jutra 2003 - Meilleur acteur dans un rôle de soutien